# ベスレタブレ島
ベスレタブレ島（ベスレタブレとう、ノルウェー語: Vesle Tavleøya）は、ノルウェー・スヴァールバル諸島の一部である七島群島にある無人島である。